# Diga di Altınyazı
La diga d'Altınyazı è una diga della Turchia. Si trova nella provincia di Edirne. Il fiume tagliato dalla diga è chiamato fiume Basamaklar (Basamaklar Çayı) che all'uscita della diga è canalizzato per l'irrigazione (Sulama kanali) e si getta nell'Ergene (Ergene Nehri).